# Paisiy Peak
Der Paisiy Peak (englisch; bulgarisch връх Паісій wrach Paisij) ist ein etwa 550 m hoher Berg auf der Livingston-Insel im Archipel der Südlichen Shetlandinseln. Im Delchev Ridge der Tangra Mountains ragt er 5,1 km westsüdwestlich des Renier Point auf. Der Sopot-Piedmont-Gletscher liegt nördlich und östlich von ihm.
Die bulgarische Kommission für Antarktische Geographische Namen benannte ihn 2004 nach Païssi von Hilandar (1722–1773), einem der ersten Aktivisten der Bulgarischen Nationalen Wiedergeburt.